# Modra
Modra es un municipio del distrito de Pezinok en la región de Bratislava, Eslovaquia, con una población estimada a final del año 2024 de 9160 habitantes.
Se encuentra ubicado al este de la región, en el valle del río Morava y cerca de la frontera con las región de región de Trnava y con Austria.

## Demografía
| Año        | 1994 | 2004    | 2014    | 2024    |
| ---------- | ---- | ------- | ------- | ------- |
| Población  | 8409 | 8657    | 8817    | 9160    |
| Diferencia |      | +2,94 % | +1,84 % | +3,89 % |

| Año        | 2023 | 2024    |
| ---------- | ---- | ------- |
| Población  | 9201 | 9160    |
| Diferencia |      | −0,44 % |